# Adam Freijtag
Adam Freijtag (eller Freitag), var en nederländsk militäringenjör, i tjänst under Gustav II Adolf.
Freijtag, som bidragit till det äldre nederländska befästningssystemets införande i Sverige, är att anse som den egentligen upphovsmannen till detta system, som han beskrivit i Architectura militaris nova et aucta (1635).